# دراغوليوب جيرميتش
دراغوليوب جيرميتش (بالصربية: Драгољуб Јеремић)‏ هو لاعب كرة قدم صربي في مركز الدفاع، ولد في 9 أغسطس 1978 في بلغراد في صربيا. لعب مع نادي بارتيزان ونادي رابوتنيتشكي.

## وصلات خارجية
- دراغوليوب جيرميتش على موقع قاعدة بيانات كرة القدم.إي يو (الإنجليزية)
- دراغوليوب جيرميتش على موقع Soccerway.com (الإنجليزية)
- دراغوليوب جيرميتش على موقع عالم كرة القدم.نت (الإنجليزية)